# سعید بن عاص
سعید بن عاص بن سعید بن عاص بن امیه از تیره ایاس از خاندان بنی امیه در مکه بود. وی بعدها حاکم کوفه و مدینه گردید و بر طبق اکثر مورخان، در ۵۹ هجری/ ۹–۶۷۸ میلادی درگذشت.

## کودکی و جوانی
پدر سعید که بت‌پرست بود در سال ۲ هجری/۶۲۴ میلادی در زمانی که سعید کودکی بیش نبود، در جنگ بدر کشته شد. سعید که تنها پسر وی بود به سرعت در اسلام، نه تنها به خاطر اینکه تنها وصی پدر خود در خانواده اش که اشرافی بودند بود، بلکه به خاطر سخاوت، فصاحت و دانشش اعتبار پیدا کرد. وی بسیار مورد توجه عثمان بود و در سال ۲۵ هجری/ ۶۴۶ میلادی به همراه قریشیانی همچون عبدالله بن زبیر، عبدالرحمن بن حارث و با همکاری اشخاصی از انصار مانند زید بن ثابت، مأموریت یافت که نسخه‌هایی با خط کوفی از قرآن تهیه کند تا با ارسال آنها به شهرهای بزرگ آن روز دنیای اسلام، به اختلاف قرائات اصحاب پیامبر از قرآن خاتمه داده شود. او برای این کار از مصحف‌های بسیاری از یاران پیامبر از جمله مصحفی که حفصه همسر محمد در اختیار داشت، بهره برد. سعید با دو تن از دختران عثمان به نام‌های مریم و ام عمرو ازدواج کرد و هم‌چنین با خاندان مروان بن حکم نیز رابطه داشت و دختر مروان به نام ام‌البنین را به زنی گرفت.

## در حوادث جانشینی پیامبر
به نقل از کتاب الکامل جلد دوم صفحه ۲۱، سعید بن عاص از آن گروهی بود که به دلیل مشورت نکردن ابوبکر با علی، با تأخیر و تعلل و پس از چند روز از گذشت سقیفه با ابوبکر بیعت کرد.

## امارت کوفه
در سال ۲۹ هجری/ ۵۰–۶۴۹ میلادی، سعید که به خاطر فرماندهی لشکرکشی‌هایش به آذربایجان و طبرستان، زبان زد عام و خاص شده بود، جانشین ولید بن عقبه در امارت کوفه شد. اما او در کوفه که بسیار ناآرام بود، نتوانست محبوبیت گذشتهٔ خود را حفظ کند. او یک بار گفت که املاک سواد عراق، متعلق به قریش است.

## قتل‌عام مردم گرگان
ابن اثیر دربارهٔ این قتل‌عام چنین می‌گوید: «سعید بن عاص به گرگان رسید، اهل گرگان با پرداخت دویست هزار [درهم] با او صلح نمودند. بعد از آن طمیسه را قصد کرد، تمام آن شهرها از بلاد طبرستان به‌شمار می‌آمد و همه بهم پیوسته و آباد بود؛ که طمیسه بندری در ساحل بود مردم آن بندر با سعید نبرد کردند [و شدت جنگ باعث شد] که نماز خوف را بخواند؛ زیرا حذیفه وضع (استحکام) آن شهر را برای او شرح داده بود. نماز را در حال جنگ خواند که مردم در نبرد بودند سعید هم در آن روز یک مرد جنگی را با شمشیر زد که ضربت بر گردن او بود و گردن را با مرفق دست از تن جدا کرد. اهل شهر را هم سخت محاصره کرد آنها امان خواستند و به آنها امان داد. به‌شرط این‌که یک تن از آنها کشته نشود (که متبادر به آن بود که همگی در امانند) حصار را گشود و تمام آنها را کشت غیر از یک تن».[۲]
به عبارتی سعید بن عاص در کلام خود خدعه و نیرنگ به‌کار برد؛ یعنی معنایی از «یک تن کشته نشود» را اراده کرد که بر اساس آن، تنها یک تن کشته نشد ولی بقیه به قتل رسیدند و این یکی از خیانت‌ها محسوب می‌شود که تا آن موقع هرگز در زمان عمر واقع نشده بود.

## بعد از مرگ عثمان
سعید بن عاص در هنگام محاصره عثمان از سوی شورشیان مصر، از عثمان دفاع کرد و زخمی شد. بعد از کشته شدن عثمان و بروز جنبش طلحه و زبیر، وی در ابتدا به آنان پیوست ولی بعداً منصرف شد و در جنگ جمل شرکت نکرد و در مکه ماند. وی حتی در جنگ صفین نیز شرکت نکرد. با این حال معاویه در سال ۴۹ هجری/۶۶۹ میلادی وی را جانشینی مروان بن حکم در امارت مدینه نمود و تا سال ۵۴ هجری/۶۷۴ میلادی یعنی زمانی که دوباره مروان امیر مدینه شد، امیر مدینه بود.
او پس از امارت مدینه، به املاکش در وادی العقیق در مدینه بازگشت و در ارسال و در سال ۵۹ هجری/۹–۶۷۸ میلادی درگذشت. وصی وی پسری بود که وی از دختر مروان داشت. برای وی ۱۴ پسر ذکر شده‌است.

## رویکرد سعید نسبت به هاشمیان
با اینکه سعید از بنی امیه بود، اما روابط نزدیکی با برخی از هاشمیان داشت و این هاشمیان اذعان داشتند که سعید هیچ گونه موضعی علیه علی در جنگ جمل نداشته‌است. به همین علت، مورخان اولیه اسلامی، دیدگاه بهتری دربارهٔ وی داشته‌اند.